# Закон сохранения энергии
Зако́н сохране́ния эне́ргии — фундаментальный закон природы, установленный эмпирически и заключающийся в том, что для замкнутой физической системы может быть введена скалярная физическая величина, являющаяся функцией параметров системы и называемая энергией, которая сохраняется с течением времени. Эта энергия может быть представлена в виде комбинации разных форм, таких как механическая, тепловая, электромагнитная, ядерная и других, для различных систем, таких как элементарные частицы, макроскопические тела, звёзды и галактики, но оставаться неизменной универсальной сохраняющейся величиной. Видимое нарушение закона сохранения энергии требует рассматривать альтернативные объяснения.
С математической точки зрения, согласно теореме Нётер, закон сохранения энергии является следствием однородности времени, то есть независимости законов физики от момента времени, в который рассматривается система. В этом смысле закон сохранения энергии является универсальным, то есть присущим системам самой разной физической природы. При этом выполнение этого закона сохранения в каждой конкретно взятой системе обосновывается подчинением этой системы своим специфическим законам динамики, вообще говоря, различающимся для разных систем.
В различных разделах физики по историческим причинам закон сохранения энергии формулировался независимо, в связи с чем были введены различные виды энергии. Возможен переход энергии из одного вида в другой, но полная энергия системы, равная сумме отдельных видов энергий, сохраняется. Однако из-за условности деления энергии на различные виды, такое деление не всегда может быть произведено однозначно.
Для каждого вида энергии закон сохранения может иметь свою, отличающуюся от универсальной, формулировку. Например, в классической механике был сформулирован закон сохранения механической энергии, в термодинамике — первое начало термодинамики, а в электродинамике — теорема Пойнтинга.
С математической точки зрения, закон сохранения энергии эквивалентен утверждению, что система дифференциальных уравнений, описывающая динамику данной физической системы, обладает первым интегралом движения, связанным с симметричностью уравнений относительно сдвига во времени.

## Фундаментальный смысл закона
| Симметрия в физике             | Симметрия в физике                    | Симметрия в физике               |
| Преобразование                 | Соответствующая инвариантность        | Соответствующий закон сохранения |
| ------------------------------ | ------------------------------------- | -------------------------------- |
| ↕ Трансляции времени           | Однородность времени                  | …энергии                         |
| ⊠ C, P, CP и T-симметрии       | Изотропность времени                  | …чётности                        |
| ↔ Трансляции пространства      | Однородность пространства             | …импульса                        |
| ↺ Вращения пространства        | Изотропность пространства             | …момента импульса                |
| ⇆ Группа Лоренца (бусты)       | Относительность лоренц-ковариантность | …движения центра масс            |
| ~ Калибровочное преобразование | Калибровочная инвариантность          | …заряда                          |

Фундаментальный смысл закона сохранения энергии раскрывается теоремой Нётер. Согласно этой теореме, каждый закон сохранения однозначно соответствует той или иной симметрии уравнений, описывающих физическую систему. В частности, закон сохранения энергии эквивалентен однородности времени, то есть независимости всех законов, описывающих систему, от момента времени, в который система рассматривается.

## Частные формы закона сохранения энергии

### Классическая механика

#### Формулировка
В ньютоновской механике формулируется частный случай закона сохранения энергии — Закон сохранения механической энергии, звучащий следующим образом:

Полная механическая энергия замкнутой системы тел, между которыми действуют только консервативные силы, остаётся постоянной.

Проще говоря, при отсутствии диссипативных сил (например, сил трения) механическая энергия не возникает из ничего и не может исчезнуть в никуда.
Вывод этого утверждения может быть произведён, например, на основе лагранжева формализма. Если время однородно, то функция Лагранжа, описывающая систему, не зависит явно от времени, поэтому полная её производная по времени имеет вид:
{\displaystyle {\frac {{\rm {d}}L}{{\rm {d}}t}}=\sum _{i}{\frac {\partial L}{\partial q_{i}}}{\dot {q}}_{i}+\sum _{i}{\frac {\partial L}{\partial {\dot {q}}_{i}}}{\ddot {q}}_{i}.}
Здесь {\displaystyle L(q_{i},{\dot {q}}_{i})} — функция Лагранжа, {\displaystyle q_{i},{\dot {q}}_{i},{\ddot {q}}_{i}} — обобщённые координаты и их первые и вторые производные по времени соответственно. Воспользовавшись уравнениями Лагранжа, заменим производные {\displaystyle {\frac {\partial L}{\partial q_{i}}}} на выражение {\displaystyle {\frac {\rm {d}}{{\rm {d}}t}}{\frac {\partial L}{\partial {\dot {q}}_{i}}}}:
{\displaystyle {\frac {{\rm {d}}L}{{\rm {d}}t}}=\sum _{i}{\dot {q}}_{i}{\frac {\rm {d}}{{\rm {d}}t}}{\frac {\partial L}{\partial {\dot {q}}_{i}}}+\sum _{i}{\frac {\partial L}{\partial {\dot {q}}_{i}}}{\ddot {q}}_{i}=\sum _{i}{\frac {\rm {d}}{{\rm {d}}t}}\left({\frac {\partial L}{\partial {\dot {q}}_{i}}}{\dot {q}}_{i}\right).}
Перепишем последнее выражение в виде
{\displaystyle {\frac {\rm {d}}{{\rm {d}}t}}\left(\sum _{i}{\frac {\partial L}{\partial {\dot {q}}_{i}}}{\dot {q}}_{i}-L\right)=0.}
Сумма, стоящая в скобках, по определению называется энергией системы и в силу равенства нулю полной производной от неё по времени она является интегралом движения (то есть сохраняется).
Уравнения Лагранжа голономной механической системы с не зависящей от времени функцией Лагранжа и потенциальными силами
{\displaystyle {\frac {d}{dt}}\left({\frac {\partial L}{\partial {\dot {q}}_{m}}}\right)-{\frac {\partial L}{\partial q_{m}}}=0}
имеют обобщённый интеграл энергии:
{\displaystyle h=\sum _{m=1}^{s}{\frac {\partial L}{\partial {\dot {q}}_{m}}}{\dot {q}}_{m}-L.}

#### Примеры
Классическим примером справедливости этого утверждения являются пружинный или математический маятники с пренебрежимо малым затуханием. В случае пружинного маятника в процессе колебаний потенциальная энергия деформированной пружины (имеющая максимум в крайних положениях груза) переходит в кинетическую энергию груза (достигающую максимума в момент прохождения грузом положения равновесия) и обратно. В случае математического маятника аналогично ведёт себя потенциальная энергия груза в поле силы тяжести.

#### Вывод из уравнений Ньютона
Закон сохранения механической энергии может быть выведен из второго закона Ньютона, если учесть, что в консервативной системе все силы, действующие на тело, потенциальны и, следовательно, могут быть представлены в виде
{\displaystyle {\vec {F}}=-\nabla U\left({\vec {r}}\right),}
где {\displaystyle U\left({\vec {r}}\right)} — потенциальная энергия материальной точки ({\displaystyle {\vec {r}}} — радиус-вектор точки пространства). В этом случае второй закон Ньютона для одной частицы имеет вид
{\displaystyle m{\frac {\mathrm {d} {\vec {v}}}{\mathrm {d} t}}=-\nabla U\left({\vec {r}}\right),}
где {\displaystyle m} — масса частицы, {\displaystyle {\vec {v}}} — вектор её скорости. Скалярно домножив обе части данного уравнения на скорость частицы и приняв во внимание, что {\displaystyle {\vec {v}}=\mathrm {d} {\vec {r}}/\mathrm {d} t}, можно получить
{\displaystyle m{\vec {v}}{\frac {\mathrm {d} {\vec {v}}}{\mathrm {d} t}}=-\nabla U\left({\vec {r}}\right){\frac {\mathrm {d} {\vec {r}}}{\mathrm {d} t}}.}
Путём элементарных операций это выражение может быть приведено к следующему виду
{\displaystyle {\frac {\mathrm {d} }{\mathrm {d} t}}\left[{\frac {mv^{2}}{2}}+U({\vec {r}})\right]=0.}
Отсюда непосредственно следует, что выражение, стоящее под знаком дифференцирования по времени, сохраняется. Это выражение и называется механической энергией материальной точки. Первый член в сумме отвечает кинетической энергии, второй — потенциальной.
Этот вывод может быть легко обобщён на систему материальных точек.

### Термодинамика
В термодинамике исторически закон сохранения формулируется в виде первого принципа термодинамики:

Изменение внутренней энергии термодинамической системы при переходе её из одного состояния в другое равно сумме работы внешних сил над системой и количества теплоты, переданного системе, и не зависит от способа, которым осуществляется этот переход

или альтернативно:

Количество теплоты, полученное системой, идёт на изменение её внутренней энергии и совершение работы против внешних сил

В математической формулировке это может быть выражено следующим образом:
{\displaystyle Q=\Delta U+A,}
где введены обозначения {\displaystyle Q} — количество теплоты, полученное системой, {\displaystyle \Delta U} — изменение внутренней энергии системы, {\displaystyle A} — работа, совершённая системой.
Закон сохранения энергии, в частности, утверждает, что не существует вечных двигателей первого рода, то есть невозможны такие процессы, единственным результатом которых было бы производство работы без каких-либо изменений в других телах.

### Гидродинамика
В гидродинамике идеальной жидкости закон сохранения энергии традиционно формулируется в виде уравнения Бернулли: вдоль линий тока остаётся постоянной сумма
{\displaystyle {\frac {v^{2}}{2}}+w+gz={\rm {const}}.}
Здесь введены следующие обозначения: {\displaystyle \ v} — скорость потока жидкости, {\displaystyle \ w} — тепловая функция жидкости на единицу массы, {\displaystyle \ g} — ускорение свободного падения, {\displaystyle \ z} — координата точки в направлении силы тяжести. Если внутренняя энергия жидкости не меняется (жидкость не нагревается и не охлаждается), то уравнение Бернулли может быть переписано в виде
{\displaystyle {\frac {v^{2}}{2}}+\int {\frac {{\rm {d}}p}{\rho (p)}}+gz={\rm {const}},}
где {\displaystyle \ p} — давление жидкости, {\displaystyle \ \rho (p)} — плотность жидкости. Для несжимаемой жидкости плотность является постоянной величиной, поэтому в последнем уравнении может быть выполнено интегрирование:
{\displaystyle {\frac {v^{2}}{2}}+{\frac {p}{\rho }}+gz={\rm {const}}.}

### Электродинамика
В электродинамике закон сохранения энергии исторически формулируется в виде теоремы Пойнтинга(иногда также называемой теоремой Умова—Пойнтинга), связывающей плотность потока электромагнитной энергии с плотностью электромагнитной энергии и плотностью джоулевых потерь. В словесной форме теорема может быть сформулирована следующим образом:

Изменение электромагнитной энергии, заключённой в неком объёме, за некий интервал времени равно потоку электромагнитной энергии через поверхность, ограничивающую данный объём, и количеству тепловой энергии, выделившейся в данном объёме, взятой с обратным знаком.

Математически это выражается в виде (здесь и ниже в разделе использована гауссова система единиц)
{\displaystyle {\frac {d}{dt}}\int \limits _{V}w_{em}dV=-\oint \limits _{\partial V}{\vec {S}}d{\vec {\sigma }}-\int \limits _{V}{\vec {j}}\cdot {\vec {E}}dV,}
где {\displaystyle V} — некий объём, {\displaystyle \partial V} — поверхность, ограничивающая этот объём,
{\displaystyle w_{em}={\frac {1}{8\pi }}\left({\vec {E}}\cdot {\vec {D}}+{\vec {B}}\cdot {\vec {H}}\right)} — плотность электромагнитной энергии,
{\displaystyle {\vec {S}}={\frac {c}{4\pi }}\left[{\vec {E}}\times {\vec {H}}\right]} — вектор Пойнтинга,
{\displaystyle {\vec {j}}} — плотность тока, {\displaystyle {\vec {E}}} — напряжённость электрического поля, {\displaystyle {\vec {D}}} — индукция электрического поля, {\displaystyle {\vec {H}}} — напряжённость магнитного поля, {\displaystyle {\vec {B}}} — индукция магнитного поля.
Этот же закон математически может быть записан в дифференциальной форме:
{\displaystyle {\frac {\partial w_{em}}{\partial t}}=-\mathrm {div} {\vec {S}}-{\vec {j}}\cdot {\vec {E}}.}

### Нелинейная оптика
В нелинейной оптике рассматривается распространение оптического (и вообще электромагнитного) излучения в среде с учётом многоквантового взаимодействия этого излучения с веществом среды. В частности, широкий круг исследований посвящён задачам так называемых трёх- и четырёхволнового взаимодействий, в которых происходит взаимодействие, соответственно, трёх или четырёх квантов излучения. Поскольку каждый отдельный акт такого взаимодействия подчиняется законам сохранения энергии и импульса, существует возможность сформулировать достаточно общие соотношения между макроскопическими параметрами взаимодействующих волн. Эти соотношения носят название соотношений Мэнли — Роу.
В качестве примера рассмотрим явление сложения частот света: генерацию в нелинейной среде излучения с частотой {\displaystyle \omega _{3}}, равной сумме частот двух других волн {\displaystyle \omega _{1}} и {\displaystyle \omega _{2}}. Этот процесс является частным случаем трёхволновых процессов: при взаимодействии двух квантов исходных волн с веществом они поглощаются с испусканием третьего кванта. Согласно закону сохранения энергии, сумма энергий двух исходных квантов должна быть равна энергии нового кванта:
{\displaystyle \hbar \omega _{1}+\hbar \omega _{2}=\hbar \omega _{3}\,.}
Из этого равенства непосредственно следует одно из соотношений Мэнли — Роу:
{\displaystyle \omega _{1}+\omega _{2}=\omega _{3}\,,}
которое, собственно, и выражает тот факт, что частота генерируемого излучения равна сумме частот двух исходных волн.

### Релятивистская механика
В релятивистской механике вводится понятие 4-вектора энергии-импульса (или просто четырёхимпульса). Его введение позволяет записать законы сохранения канонического импульса и энергии в единой форме, которая к тому же является лоренц-ковариантной, то есть не меняется при переходе из одной инерциальной системы отсчёта в другую. Например, при движении заряженной материальной точки в электромагнитном поле ковариантная форма закона сохранения имеет вид
{\displaystyle {\frac {dP_{\mu }}{d\tau }}=0,}
где {\displaystyle P_{\mu }=p_{\mu }+{\frac {q}{c}}A_{\mu }} — канонический четырёхимпульс частицы, {\displaystyle p_{\mu }=\left(E/c,p_{x},p_{y},p_{z}\right)} — четырёхимпульс частицы, {\displaystyle E=mc^{2}{\sqrt {1+p^{2}/m^{2}c^{2}}}} — энергия частицы, {\displaystyle A_{\mu }=\left(\varphi ,-A_{x},-A_{y},-A_{z}\right)} — четырёхвектор потенциала электромагнитного поля {\displaystyle q}, {\displaystyle m} — электрический заряд и масса частицы, {\displaystyle \tau } — собственное время частицы.
Также важным является тот факт, что даже при невыполнении закона сохранения энергии-импульса (например, в открытой системе) сохраняется модуль этого 4-вектора, с точностью до размерного множителя имеющий смысл энергии покоя частицы:
{\displaystyle P_{\mu }P^{\mu }=m^{2}c^{2}.}

### Квантовая механика
В квантовой механике также возможно формулирование закона сохранения энергии для изолированной системы. Так, в шрёдингеровском представлении при отсутствии внешних переменных полей гамильтониан системы не зависит от времени — и можно показать, что волновая функция, отвечающая решению уравнения Шрёдингера, может быть представлена в виде:
{\displaystyle \psi (x,t)=\sum _{n}c_{n}\psi _{n}(x)\exp \left(-i{\frac {E_{n}t}{\hbar }}\right),}
Здесь {\displaystyle \ \psi (x,t)} — волновая функция системы, {\displaystyle \ x} — совокупность переменных, от которых зависит состояние системы в данном представлении, {\displaystyle \ \psi _{n}(x,t),E_{n}} — собственные функции и собственные значения оператора Гамильтона, {\displaystyle \hbar } — редуцированная постоянная Планка, {\displaystyle \ c_{n}} — некоторые постоянные комплексные коэффициенты, характеризующие состояние системы. По определению, средней энергией квантовой системы, описываемой волновой функцией, называется интеграл
{\displaystyle E=\int \psi ^{*}(x,t){\hat {H}}(x)\psi (x,t)dx,}
где {\displaystyle {\hat {H}}} — гамильтониан системы. Нетрудно видеть, что этот интеграл не зависит от времени:
{\displaystyle E=\int \sum _{n}c_{n}^{*}\psi _{n}(x)^{*}\exp \left(i{\frac {E_{n}t}{\hbar }}\right){\hat {H}}(x)\sum _{m}c_{m}\psi _{m}(x)\exp \left(-i{\frac {E_{m}t}{\hbar }}\right)dx=\sum _{n}\int c_{n}^{*}\psi _{n}^{*}(x){\hat {H}}(x)c_{n}\psi _{n}(x)dx=\sum _{n}\left|c_{n}\right|^{2}E_{n},}
где также использовано свойство ортонормированности собственных функций гамильтониана. Таким образом, энергия замкнутой системы сохраняется.
По сравнению с классической механикой у квантового закона сохранения энергии имеется одно существенное отличие. Для экспериментальной проверки выполнения закона необходимо провести измерение, представляющее собой взаимодействие исследуемой системы с неким прибором. В процессе измерения система, вообще говоря, более не является изолированной и её энергия может не сохраняться (происходит обмен энергией с прибором). В рамках классической физики, однако, это влияние прибора всегда может быть сделано сколь угодно малым, в то время как в квантовой механике имеются фундаментальные ограничения на то, насколько малым может быть возмущение системы в процессе измерения. Это приводит к так называемому принципу неопределённости Гейзенберга, который в математической формулировке может быть выражен в следующем виде:
{\displaystyle \Delta E\Delta t\geq {\frac {\hbar }{2}},}
где {\displaystyle \Delta E} имеет смысл среднеквадратичного отклонения измеренного значения энергии от среднего значения при проведении серии измерений, {\displaystyle \Delta t} — продолжительность взаимодействия системы с прибором в каждом из измерений.
В связи с наличием этого фундаментального ограничения на точность измерений в квантовой механике часто говорят о законе сохранения средней энергии (в смысле среднего значения энергии, полученного в результате серии измерений).
Однако когда применяется неунитарное правило Борна, энергия системы измеряется с энергией, которая может быть ниже или выше ожидаемого значения, если система не находилась в собственном энергетическом состоянии. (Для макроскопических систем этот эффект обычно слишком мал, чтобы его можно было измерить.) Расположение этой энергетической щели не совсем понятно; некоторые физики полагают, что энергия передаётся в макроскопическую среду или из неё в ходе процесса измерения, в то время как другие полагают, что наблюдаемая энергия сохраняется только «в среднем». Ни один эксперимент не был подтверждён как окончательное доказательство нарушения принципа сохранения энергии в квантовой механике, но это не исключает того, что некоторые новые эксперименты, как это предлагается, могут обнаружить доказательства нарушений принципа сохранения энергии в квантовой механике.

### Общая теория относительности
Являясь обобщением специальной теории относительности, общая теория относительности пользуется обобщением понятия четырёхимпульса — тензором энергии-импульса. Закон сохранения формулируется для тензора энергии-импульса системы и в математической форме имеет вид
{\displaystyle T_{\nu ;\mu }^{\mu }=0,}
где точка с запятой выражает ковариантную производную.
В общей теории относительности закон сохранения энергии, строго говоря, выполняется только локально. Связано это с тем фактом, что этот закон является следствием однородности времени, в то время как в общей теории относительности время неоднородно и испытывает изменения в зависимости от наличия тел и полей в пространстве-времени. При должным образом определённом псевдотензоре энергии-импульса гравитационного поля можно добиться сохранения полной энергии гравитационно взаимодействующих тел и полей, включая гравитационное. Однако на данный момент не существует общепризнанного способа введения энергии гравитационного поля, поскольку все предложенные варианты обладают теми или иными недостатками. Например, энергия гравитационного поля принципиально не может быть определена как тензор относительно общих преобразований координат.

## Современное понимание
В контексте вечных двигателей, таких как «Орбо», профессор Эрик Эш заявил на BBC: «Отрицание [сохранения энергии] подорвало бы не просто небольшие кусочки науки — всё здание, которое мы построили исчезло бы, и современный мир лежал бы в руинах». Именно из-за сохранения энергии «мы знаем — без необходимости изучения деталей конкретного устройства — что Орбо не может работать».
Сохранение энергии было основополагающим физическим принципом вот уже около двухсот лет. С точки зрения современной общей теории относительности лабораторную среду можно хорошо аппроксимировать пространством-временем Минковского, где энергия точно сохраняется. Всю Землю можно хорошо аппроксимировать метрикой Шварцшильда, где энергия снова точно сохраняется. Учитывая все экспериментальные данные, любая новая теория (например, квантовая гравитация), чтобы добиться успеха, должна будет объяснить, почему энергия всегда точно сохраняется в земных экспериментах. В некоторых умозрительных теориях поправки к квантовой механике слишком малы, чтобы их можно было обнаружить где-то рядом с текущим ТэВ уровнем, доступным с помощью ускорителей частиц. Модели двойной специальной теории относительности могут служить аргументом в пользу нарушения закона сохранения энергии-импульса для частиц с достаточной энергией; такие модели ограничены наблюдениями о том, что космические лучи, по-видимому, путешествуют в течение миллиардов лет, не проявляя аномального несохраняющего поведения. Некоторые интерпретации квантовой механики утверждают, что наблюдаемая энергия имеет тенденцию увеличиваться при применении правила Борна из-за локализации волновой функции. Если это правда, можно ожидать, что объекты будут самопроизвольно нагреваться; таким образом, такие модели ограничены наблюдениями за большими холодными астрономическими объектами, а также наблюдениями за лабораторными экспериментами (часто переохлаждёнными).
Милтон А. Ротман писал, что закон сохранения энергии был подтверждён экспериментами по ядерной физике с точностью до одной на 1015 части. Затем он определяет его точность как «идеальную для всех практических целей».

## История открытия

### История до XIX века
Философские предпосылки к открытию закона были заложены ещё античными философами. Начиная с Фалеса Милетского ок. 550 г. до н. э., они говорили о сохранении некой основной субстанции, из которой всё состоит. Однако нет особых оснований отождествлять их теории с тем, что мы знаем сегодня как «массу-энергию» (например, Фалес считал, что это вода). Эмпедокл (490—430 гг. до н. э.) писал, что в его универсальной системе, состоящей из четырёх стихий (земля, воздух, вода, огонь), «ничто не возникает и не исчезает»; вместо этого эти элементы постоянно перестраиваются. Эпикур (ок. 350 г. до н. э.), с другой стороны, считал, что всё во Вселенной состоит из неделимых единиц материи — древнего предшественника «атомов» — и он тоже имел некоторое представление о необходимости сохранения, заявляя, что «сумма вещей была всегда такой, какая она есть сейчас, и такой она всегда останется».
В 1605 году фламандский учёный Саймон Стевин решил ряд задач статики, основываясь на принципе невозможности вечного двигателя.
В 1639 году Галилей опубликовал свой анализ нескольких ситуаций, включая знаменитый «прерванный маятник», который можно описать как консервативное преобразование потенциальной энергии в кинетическую и обратно. По сути он указал, что высота, с которой поднимается движущееся тело, равна высоте, с которой оно падает, и использовал это наблюдение, чтобы продемонстрировать идею инерции. Замечательным моментом этого наблюдения является то, что высота, на которую поднимается движущееся тело по поверхности без трения, не зависит от формы поверхности.
Ясную, хотя ещё не количественную, формулировку дал в «Началах философии» (1644) Рене Декарт:

Когда одно тело сталкивается с другим, оно может сообщить ему лишь столько движения, сколько само одновременно потеряет, и отнять у него лишь столько, насколько оно увеличит своё собственное движение.

Декарт делал вывод о сохранении количества движения из теологических соображений. Но Декарт под количеством движения понимал произведение массы на абсолютную величину скорости, то есть модуль импульса.
В 1669 году Христиан Гюйгенс опубликовал свои законы столкновений. Среди величин, которые он перечислил как инвариантные до и после для упругих столкновений тел, были как сумма их линейных импульсов, так и сумма их кинетических энергий. Однако в то время не понимали разницы между упругим и неупругим столкновениями, что привело к спору между более поздними исследователями о том, какая из этих сохраняющихся величин является более фундаментальной. В своём труде «Horologium Oscillatorium» он уточнил утверждение относительно высоты подъёма движущегося тела и связал эту идею с невозможностью вечного двигателя. Исследование Гюйгенсом динамики движения маятника было основано на одном принципе: центр тяжести тяжёлого объекта не может подняться сам.

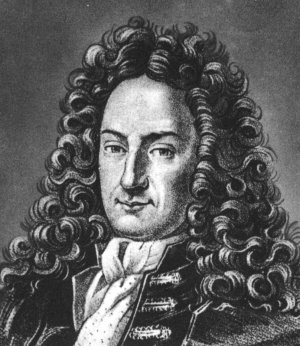
Готфрид Лейбниц

Лейбниц в своих трактатах «Доказательство памятной ошибки Декарта» (1686) и «Очерк динамики» (1695) ввёл понятие «живой силы» (лат. vis viva), которую он определил как произведение массы объекта и квадрата его скорости (в современной терминологии — кинетическая энергия, только удвоенная). Кроме того, Лейбниц верил в сохранение общей «живой силы». Для объяснения замедления из-за трения он предположил, что утраченная часть «живой силы» переходит к более мелким частям:

«То, что поглощается мельчайшими атомами, не теряется, безусловно, для вселенной, хотя и теряется для общей силы сталкивающихся тел»

Но никаких экспериментальных доказательств своей догадке Лейбниц не привёл. О том, что тепло и есть та самая энергия, забираемая атомами, Лейбниц ещё не думал.
К 1690-м годам Лейбниц утверждал, что сохранение vis viva и сохранение импульса подорвало популярную в то время философскую доктрину интеракционистского дуализма. В XIX веке, когда сохранение энергии стало лучше пониматься, основной аргумент Лейбница получил широкое признание. Некоторые современные учёные продолжают отстаивать нападки на дуализм, основанные именно на сохранении энергии, в то время как другие сводят этот аргумент к более общему аргументу о причинной замкнутости.

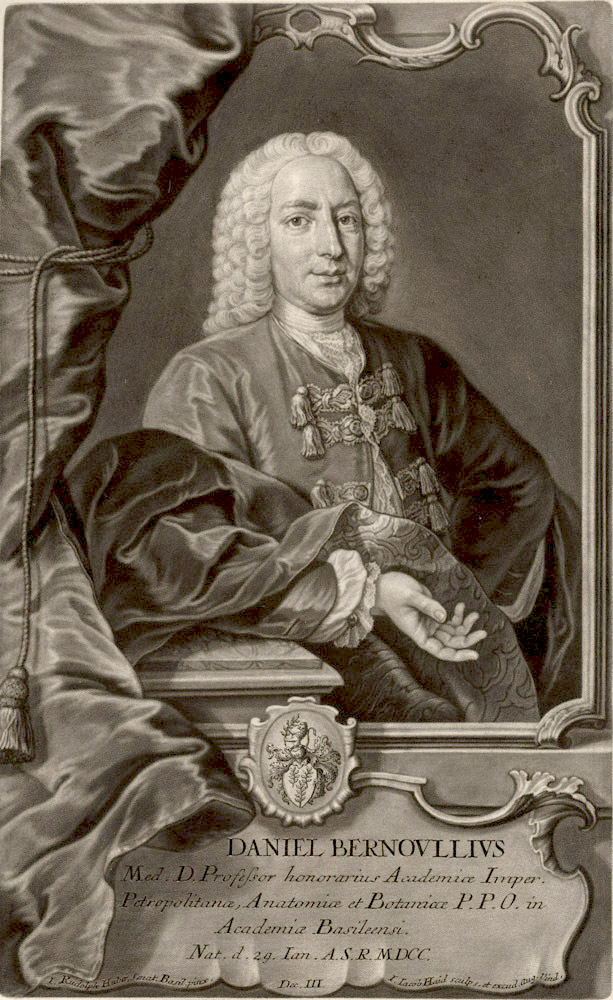
Даниил Бернулли

Закон сохранения живой силы отстаивали дуэт отца и сына, Иоганна и Даниила Бернулли. Первый изложил принцип виртуальной работы, используемый в статике, во всей его общности в 1715 году, тогда как второй основал свой труд «Гидродинамика», опубликованный в 1738 году, на этом единственном принципе сохранения vis viva. Исследование Даниилом потери живой силы текущей воды привело его к формулировке принципа Бернулли, который утверждает, что потери пропорциональны изменению гидродинамического давления. Даниил также сформулировал понятие работы и эффективности гидравлических машин; он создал кинетическую трактовку теории газов и связал кинетическую энергию молекул газа с температурой.
Это внимание континентальных физиков к живой силе в конечном итоге привело к открытию принципов стационарности, управляющих механикой, таких как принцип Даламбера, лагранжевы и гамильтоновы формулировки механики.
В 1722 году Вильгельм Гравезанд опубликовал результаты своих опытов по падению шаров одного диаметра, но разной массы с разной высоты на глину. Он показал, что размер отпечатков остаётся постоянным, если постоянно произведение массы на квадрат скорости шара в момент удара, то есть «живая сила».

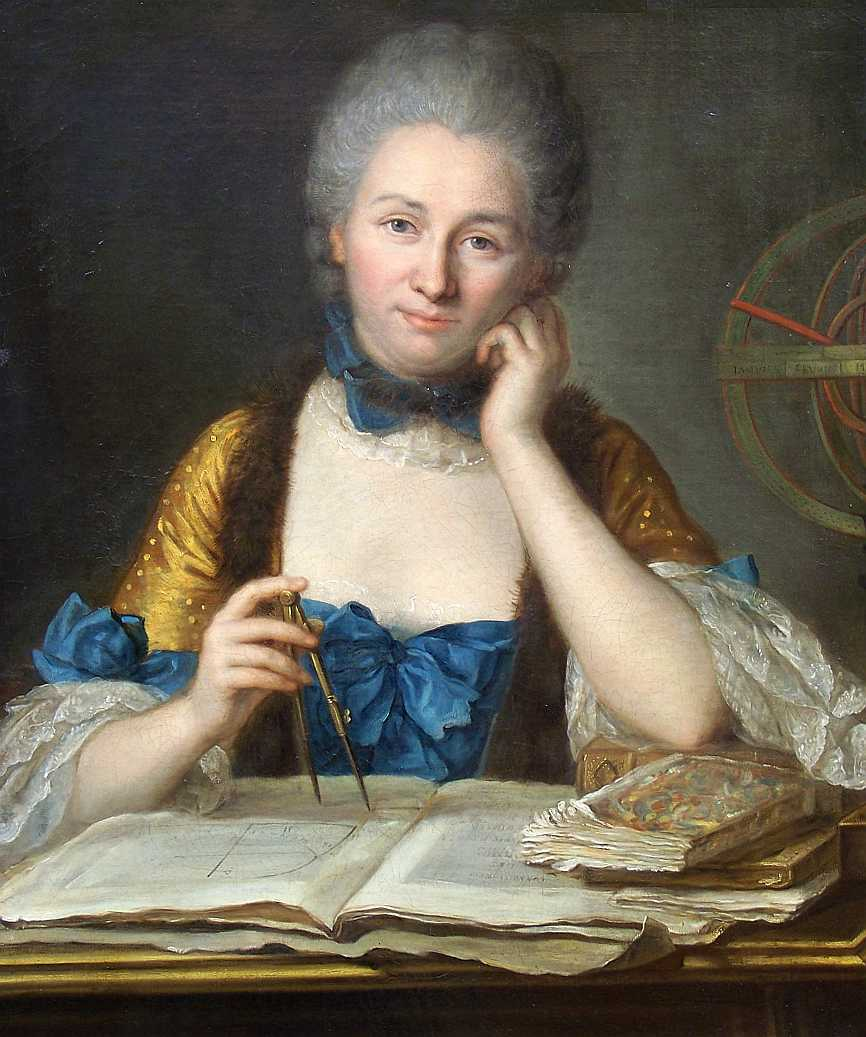
Эмили дю Шатле

Эмили дю Шатле (1706—1749), вдохновлённая теориями Готфрида Лейбница, повторила эксперимент Гравезанда и опубликовала объяснение в книге «Учебник физики» (фр. Institutions de Physique, 1740). Она настаивала, что термин «количество движения» (которым Ньютон и другие учёные, вслед за Декартом, называли произведение массы на скорость) лучше подходит для произведения массы на квадрат скорости (которое, вслед за Лейбницем, в то время называли «живой силой»). Но лишь спустя много лет старые термины были признаны неудачными и были заменены на «импульс» и «кинетическая энергия»..
В России точку зрения, аналогичную декартовской, выразил в XVIII веке М. В. Ломоносов. В письме к Эйлеру (5 июля 1748 года) он сформулировал «всеобщий естественный закон», повторяя его в диссертации «Рассуждение о твёрдости и жидкости тел» (1760):

Все перемены, в натуре случающиеся, такого суть состояния, что сколько чего у одного тела отнимется, столько присовокупится к другому, так ежели где убудет несколько материи, то умножится в другом месте… Сей всеобщий естественный закон простирается и в самые правила движения, ибо тело, движущее своею силою другое, столько же оные у себя теряет, сколько сообщает другому, которое от него движение получает.

Инженеры Джон Смитон, Питер Юарт, Карл Хольцманн, Густав Гирн и Марк Сеген признали, что только сохранения импульса недостаточно для практических вычислений, и использовали принцип Лейбница. Этот принцип также отстаивали некоторые химики, такие как Уильям Хайд Волластон. Джон Плейфэр, сразу же отметил, что кинетическая энергия явно не сохраняется. Это очевидно для современного анализа, основанного на втором законе термодинамики, но в XVIII и XIX веках судьба потерянной энергии была ещё неизвестна.
Постепенно стали подозревать, что тепло, неизбежно порождаемое движением при трении, является ещё одной формой vis viva. В 1783 году Антуан Лавуазье и Пьер-Симон Лаплас рассмотрели две конкурирующие теории: живой силы и теплорода. Наблюдения графа Румфорда за выделением тепла во время растачивания пушек, сделанные в 1798 году, добавили веса точке зрения о том, что механическое движение можно преобразовать в тепло и, что это преобразование было количественным и можно предсказать (предполагая универсальное преобразование между кинетической энергией и теплотой). Vis viva затем стала называться энергией после того, как этот термин был впервые использован в этом смысле Томасом Юнгом в 1807 году.
Приведение живой силы к виду
{\displaystyle {\frac {1}{2}}\sum _{i}m_{i}v_{i}^{2}}

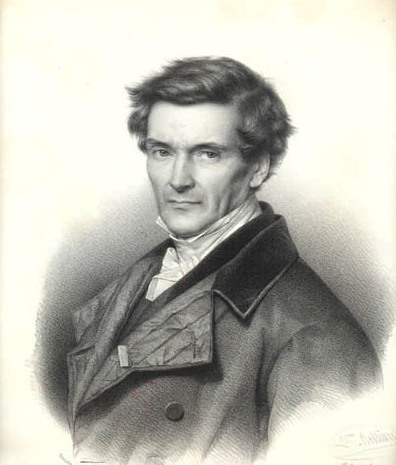
Гаспар-Гюстав Кориолис

которое можно понимать как преобразование кинетической энергии в работу, во многом было результатом деятельности французских инденеров Гаспара-Гюстава Кориолиса и Жана-Виктора Понселе в период 1819—1839 годов. Первый называл количество quantité de travail (количество работы), а второй — travail mécanique (механическая работа), и оба выступали за его использование в инженерных расчётах.
В статье «О природе тепла/теплоты» (нем. Über die Natur der Wärme), опубликованной в Zeitschrift für Physik в 1837 году Карлом Мором, дано одно из первых общих положений учения о сохранении энергии: «кроме 54 известных химических элементов в физическом мире существует только один агент, и это называется Kraft [энергия или работа]. В зависимости от обстоятельств оно может проявляться как движение, химическое сродство, сцепление, электричество, свет и магнетизм; и из любой из этих форм оно может трансформироваться в любую другую».

### XIX век
Одним из первых экспериментов, подтверждавших закон сохранения энергии, был эксперимент Жозефа Луи Гей-Люссака, проведённый в 1807 году. Пытаясь доказать, что теплоёмкость газа зависит от объёма, он изучал расширение газа в пустоту и обнаружил, что при этом его температура не изменяется. Однако объяснить этот факт ему не удалось.
В начале XIX века рядом экспериментов было показано, что электрический ток может оказывать химическое, тепловое, магнитное и электродинамическое действия. Такое многообразие подвигло М. Фарадея выразить мнение, заключающееся в том, что различные формы, в которых проявляются силы материи, имеют общее происхождение, то есть могут превращаться друг в друга. Эта точка зрения, по своей сути, предвосхищает закон сохранения энергии.

#### Сади Карно

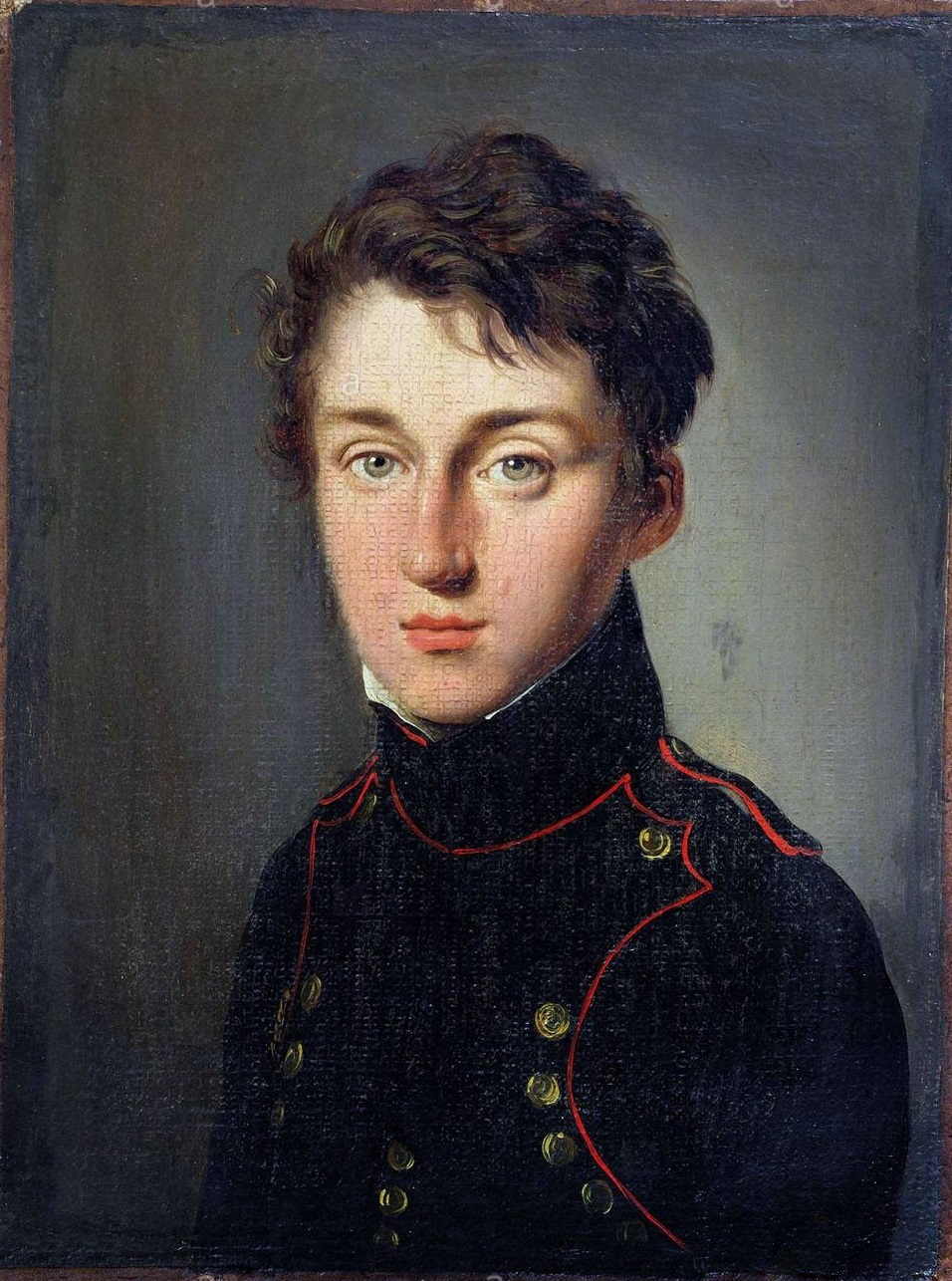
Сади Карно — французский физик, выполнивший первые работы по установлению количественной связи между работой и теплотой

Первые работы по установлению количественной связи между совершённой работой и выделившейся теплотой были проведены Сади Карно. В 1824 году им была опубликована небольшая брошюра «Размышления о движущей силе огня и о машинах, способных развивать эту силу» (фр. Réflexions sur la puissance motrice du feu et sur les machines propres а développer cette puissance), которая вначале не получила большой известности, и была случайно обнаружена Клапейроном через 10 лет после издания. Клапейрон придал изложению Карно современную аналитическую и графическую форму и переопубликовал работу под тем же названием в журнале «Journal de l'École polytechnique». Позднее была также перепечатана в «Анналах Поггендорфа». После ранней смерти Карно от холеры остались дневники, которые были опубликованы его братом. В них, в частности, Карно пишет:

Тепло не что иное, как движущая сила, или, вернее, движение, изменившее свой вид. Это движение частиц тела. Повсюду, где происходит уничтожение движущей силы, возникает одновременно теплота в количестве, точно пропорциональном количеству исчезнувшей движущей силы. Обратно: при исчезновении теплоты всегда возникает движущая сила
Оригинальный текст (фр.)La chaleur n'est autre chose que la puissance motrice, on plutôt que le mouvement qui a changé de forme. C'est un mouvement dans les pasrticules des corps. Partout où il y a destruction de puissance motrice, il y a, en même temps, production de chaleur en quantité précisément proprortionnelle à la quantité de puissance motrice détruit. Réciproquement, partout où il y a destruction de chaleur, il y a production de puissance motrice

Доподлинно неизвестно, какие именно размышления привели Карно к этому выводу, но по своей сути они являются аналогичными современным представлениям о том, что совершённая над телом работа переходит в его внутреннюю энергию, то есть теплоту. Также в дневниках Карно пишет:

По некоторым представлениям, которые у меня сложились относительно теории тепла, создание единицы движущей силы требует затраты 2,7 единицы тепла
Оригинальный текст (фр.)D'après quelqeus idées je me suis formées sur la théorie de la chaleur, la production d'une unité de puissance motrice nécessite la destruction de 2,70 unités de chaleur

Однако ему не удалось найти более точное количественное соотношение между совершённой работой и выделившимся теплом.

#### Джеймс Джоуль

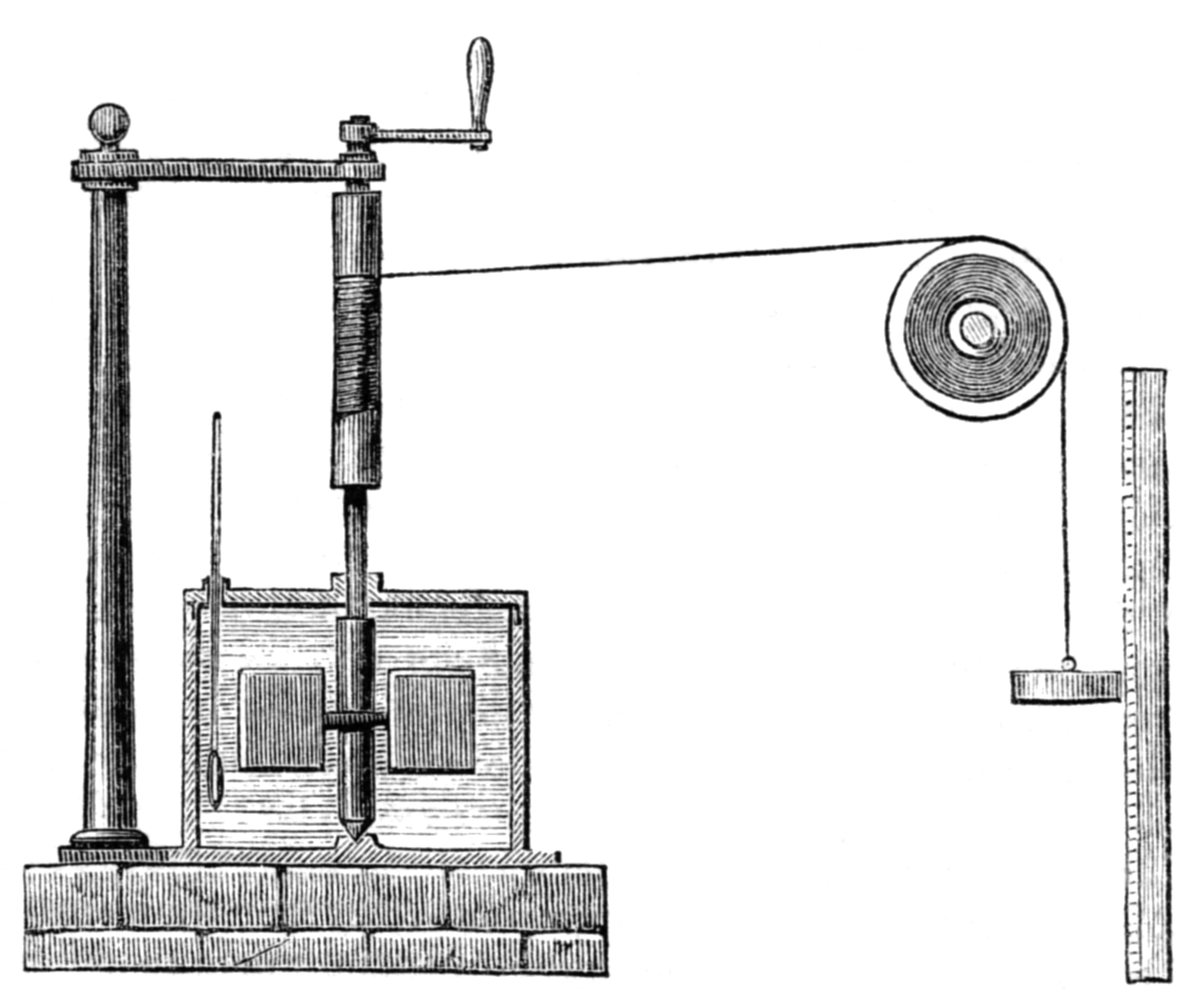
Установка Джоуля для измерения механического эквивалента тепла. Груз, расположенный справа, заставлял лопасти, погружённые в воду, вращаться, в результате чего вода нагревалась

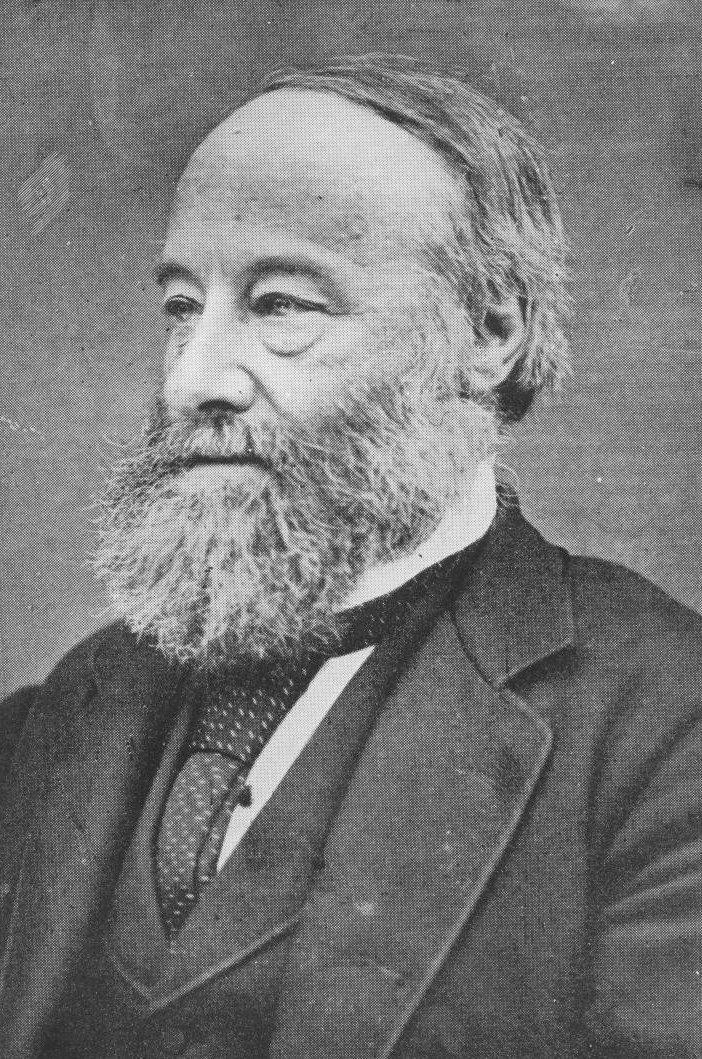
Джеймс Прескотт Джоуль

Количественное доказательство закона было дано Джеймсом Джоулем в ряде классических опытов. Он помещал в сосуд с водой соленоид с железным сердечником, вращающийся в поле электромагнита. Джоуль измерял количество теплоты, выделявшееся в результате трения в катушке, в случаях замкнутой и разомкнутой обмотки электромагнита. Сравнивая эти величины он пришёл к выводу, что выделяемое количество теплоты пропорционально квадрату силы тока и создаётся механическими силами. Далее Джоуль усовершенствовал установку, заменив вращение катушки рукой на вращение, производимое падающим грузом. Это позволило связать величину выделяемого тепла с изменением энергии груза:

количество теплоты, которое в состоянии нагреть 1 фунт воды на 1 градус по Фаренгейту, равно и может быть превращено в механическую силу, которая в состоянии поднять 838 фунтов на вертикальную высоту в 1 фут
Оригинальный текст (англ.)The quantity of heat capable of raising the temperature of a pound of water by one degree of Farhenheit's scale is equal to, and may be converted into, a mechanical force capable of raising 838 lb. to the perpendicular height of one foot.

Эти результаты были изложены на физико-математической секции Британской ассоциации в его работе 1843 года «О тепловом эффекте магнитоэлектричества и механическом значении тепла».
В работах 1847—1850 годов Джоуль даёт ещё более точный механический эквивалент тепла. Им использовался металлический калориметр, установленный на деревянной скамье. Внутри калориметра находилась ось с расположенными на ней лопастями. На боковых стенках калориметра располагались ряды пластинок, препятствовавшие движению воды, но не задевавшие лопасти. На ось снаружи калориметра наматывалась нить с двумя свисающими концами, к которым были прикреплены грузы. В экспериментах измерялось количество теплоты, выделяемое при вращении оси из-за трения. Это количество теплоты сравнивалось с изменением положения грузов и силой, действующей на них.

#### Роберт Майер

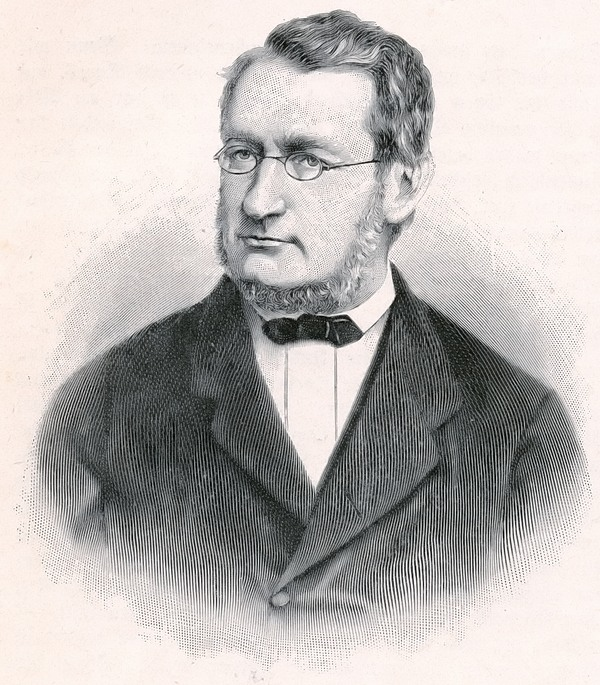
Роберт Майер первым выдвинул гипотезу об универсальности закона сохранения энергии

Первым осознал и сформулировал всеобщность закона сохранения энергии немецкий врач Роберт Майер. При исследовании законов функционирования человека у него возник вопрос, не изменится ли количество теплоты, выделяемое организмом при переработке пищи, если он при этом будет совершать работу. Если количество теплоты не изменялось бы, то из того же количества пищи можно было бы получать больше тепла путём перевода работы в тепло (например, через трение). Если же количество теплоты изменяется, то, следовательно, работа и тепло должны быть как-то связаны между собой и с процессом переработки пищи. Подобные рассуждения привели Майера к формулированию закона сохранения энергии в качественной форме:

Движение, теплота, и, как мы намерены показать в дальнейшем, электричество представляют собой явления, которые могут быть сведены к единой силе, которые изменяются друг другом и переходят друг в друга по определённым законам

Ему же принадлежит обобщение закона сохранения энергии на астрономические тела. Майер утверждает, что тепло, которое поступает на Землю от Солнца, должно сопровождаться химическими превращениями или механической работой на Солнце:

Всеобщий закон природы, не допускающий никаких исключений, гласит, что для образования тепла необходима известная затрата. Эту затрату, как бы разнообразна она ни была, всегда можно свести к двум главным категориям, а именно, она сводится либо к химическому материалу, либо к механической работе

Свои мысли Майер изложил в работе 1841 года «О количественном и качественном определении сил», которую послал сначала в ведущий на тот момент журнал «Annalen der Physik und Chemie», где она была отклонена главным редактором журнала Иоганном Поггендорфом, после чего статья была опубликована в «Annalen der Chemie und Pharmacie», где оставалась незамеченной до 1862 года, когда её обнаружил Клаузиус.

#### Герман Гельмгольц

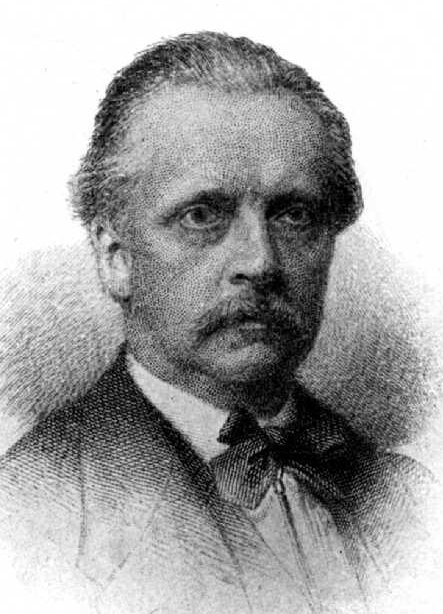
Герман Гельмгольц первым ввёл представление о потенциальной энергии

Рассуждения Майера и опыты Джоуля доказали эквивалентность механической работы и теплоты, показав, что количество выделяемой теплоты равно совершённой работе и наоборот, однако формулировку в точных терминах закону сохранения энергии первым дал Герман Гельмгольц. В отличие от своих предшественников, Гельмгольц связывал закон сохранения энергии с невозможностью существования вечных двигателей. В своих рассуждениях он шёл от механистической концепции устройства материи, представляя её как совокупность большого количества материальных точек, взаимодействующих между собой посредством центральных сил. Исходя из такой модели, Гельмгольц свёл все виды сил (позднее получивших название видов энергии) к двум большим типам: живым силам движущихся тел (кинетической энергии в современном понимании) и силам напряжения (потенциальной энергии). Закон сохранения этих сил был им сформулирован в следующем виде:

Во всех случаях, когда происходит движение подвижных материальных точек под действием сил притяжения и отталкивания, величина которых зависит только от расстояния между точками, уменьшение силы напряжения всегда равно увеличению живой силы, и наоборот, увеличение первой приводит к уменьшению второй. Таким образом, всегда сумма живой силы и силы напряжения постоянна.
Оригинальный текст (нем.)In allen Fällen der Bewegung freier materieller Puncte unter dem Einfluss ihrer anziehenden und abstossenden Kräfte, deren Intensitäten nur von der Entfernung abhängig sind, ist der Verlust an Quantität der Spannkraft stets gleich dem Gewinn an lebendiger Kraft, und der Gewinn der ersteren dem Verlust der letzteren. Es ist also stets die Summe der vorhandenen lebendigen und Spannkräfte constant.

В этой цитате под живой силой Гельмгольц понимает кинетическую энергию материальных точек, а под силой напряжения — потенциальную. Мерой произведённой работы Гельмгольц предложил считать половину величины mq² (где m — масса точки, q — её скорость) и выразил сформулированный закон в следующей математической форме:
{\displaystyle -\sum \left[\int \limits _{r_{ab}}^{R_{ab}}\varphi _{ab}\mathrm {d} r_{ab}\right]=\sum {\frac {m_{a}Q_{a}^{2}}{2}}-\sum {\frac {m_{a}q_{a}^{2}}{2}},}
понимая под {\displaystyle Q_{a}} и {\displaystyle q_{a}} скорости тела в положениях {\displaystyle R_{ab}} и {\displaystyle r_{ab}} соответственно, а под {\displaystyle \varphi _{ab}} — «величину силы, которая действует по направлению r» и «считается положительной, если имеется притяжение, и отрицательной, если наблюдается отталкивание…»
Таким образом, главным нововведением Гельмгольца стало введение понятия потенциальных сил и потенциальной энергии, что позволило в дальнейшем обобщить закон сохранения энергии на все разделы физики. В частности, опираясь на закон сохранения энергии, он вывел закон электромагнитной индукции Фарадея.

### Введение термина «энергия»
Переход от понятия «живой силы» к понятию «энергии» произошёл в начале второй половине XIX века и был связан с тем, что понятие силы уже было занято в ньютоновской механике. Само понятие энергии в этом смысле было введено ещё в 1807 году Томасом Юнгом в его «Курсе лекций по естественной философии и механическому искусству» (англ. «A course of lectures on natural philosophy and the mechanical arts»). Первое строгое определение энергии дал Томсон, Уильям в 1852 году в работе «Динамическая теория тепла»:

Под энергией материальной системы в определённом состоянии мы понимаем измеренную в механических единицах работы сумму всех действий, которые производятся вне системы, когда она переходит из этого состояния любым способом в произвольно выбранное нулевое состояние
Оригинальный текст (англ.)"mechanical energy of a body in a given state," will denote the mechanical value of the effects the body would produce in passing from the state in which it is given, to the standard state

## Философское значение закона
Открытие закона сохранения энергии оказало влияние не только на развитие физических наук, но и на философию XIX века.
С именем Роберта Майера связано возникновение так называемого естественнонаучного энергетизма — мировоззрения, сводящего всё существующее и происходящее к энергии, её движению и взаимопревращению. В частности, материя и дух в этом представлении являются формами проявления энергии. Главным представителем этого направления энергетизма является немецкий химик Вильгельм Оствальд, высшим императивом философии которого стал лозунг «Не растрачивай понапрасну никакую энергию, используй её!»
С точки зрения диалектического материализма, закон сохранения энергии, как и другие законы сохранения, является естественнонаучным обоснованием положения о единстве природы, поскольку он указывает на закономерный характер превращения одних форм движения в другие, раскрывает глубокую внутреннюю связь, существующую между всеми формами движения.